# Goodly Rath
Goodly Rath, también conocido como Goodli, es un cantante y compositor de películas indio. Ha trabajado también como cantante de  playback, en arreglos vocales, arreglos musicales, partituras de fondo, programación musical y producción. Su estilo único ha llamado la atención a  varias colaboraciones para trabajar con productores líderes reconocidos.

## Vida personal
Nació en Bhubaneswar, Orissa en 1973, proviene de una familia de músicos. Su madre, Pravabati Rath, era una reconocida cantante, en la que fue merecedora de una medalla de oro. Su abuelo materno es Khetramohan Kar, que era un reconocido intérprete y músico de tabla. Rath tiene cuatro hermanos mayores y una hermana. Terminó el High School secundaria en la escuela inglesa de Buxi Jagabandhu y obtuvo una licenciatura en la universidad de Buxi Jagabandhu, en Bhubaneswar. Desde su infancia tuvo un gran interés por la música y empezó a tocar diferentes instrumentos musicales. Rath y sus cuatro hermanos mayores formaron una banda musical llamada, The Brothers, cuando aún era bastante joven. Uno de sus hermanos, Kabuli Rath, es músico de A.R. Rahman.

## Vida profesional
Se hizo conocido cuando empezó a trabajar como compositor musical en películas de Oriya como Aaa Re Saathi Aa, Anjali, Loafer, 143 - I Love You, I Most Wanted, y Chocolate.
Además es quien hizo revolucionar la industria musical de  Oriya. También se hizo famoso por escribir e interpretar sus canciones, compuestas de su propia autoría. Su contribución principal, fue renovar la industria de la música trayendo consigo la  música occidental al cine hindú.

## Vida personal
Vive en Bhubaneswar , Odisha . Se casó con su actual esposa llamada Mili Rath en el 2000, a quien la conoció en la escuela donde estudiaba. Su hija, Priyanka Rath, también es actriz y solo actuó en películas dirigidos al público infantil.

## Filmografía
- Idiot: I Do Ishq Only Tumse (2012)
- Chocolate (2011)
- 143 - I Love You (2011)
- Family No.1 (2011)
- Loafer (2011)
- Most Wanted (2011)
- Anjali (2010)
- Chup Kie Asuchi... (2009)
- Aaa Re Saathi Aa (2009)
- Tiger (2016)
- Sweet Heart (2016)
- Tu kahibu Na Mun (2016)